# Patricia Schroeder
Patricia Nell Schroeder, nata Scott (Portland, 30 luglio 1940 – Celebration, 13 marzo 2023) è stata una politica e avvocata statunitense, membro democratico della Camera dei Rappresentanti per lo stato del Colorado dal 1973 al 1997.

## Biografia
Nata a Portland, in Oregon, la Schroeder crebbe a Des Moines, in Iowa e da adulta si trasferì a Denver, in Colorado. Dopo aver frequentato l'Università del Minnesota, si laureò in legge ad Harvard e successivamente lavorò per Planned Parenthood.
All'età di trentuno anni, nel 1972, la Schroeder vinse un seggio al Congresso e divenne una delle poche donne attive nella politica statunitense dell'epoca.
Nel 1988 diresse la campagna elettorale presidenziale di Gary Hart e quando l'uomo decise di abbandonare la competizione, la stessa Schroeder si candidò a Presidente, per poi annunciare fra le lacrime il suo ritiro per mancanza di fondi.
La Schroeder viene ricordata anche per aver coniato l'appellativo "Presidente di teflon" in riferimento alla capacità di Ronald Reagan di passare indenne attraverso le crisi e le critiche che gli venivano mosse. La donna infatti affermò:«Questa mattina stavo preparando la colazione ai miei figli e ho pensato "È proprio come una padella di teflon, non gli si incrosta niente"».
La popolarità della Schroeder le valse una parodia della comica Nora Dunn nella trasmissione Saturday Night Live e l'inclusione nella National Women's Hall of Fame nel 1995. Nel 1979, Pat Schroeder fu una delle protagoniste della raccolta di figurine collezionabili Supersisters, che aveva l'obiettivo di proporre modelli femminili di successo in campo politico, sportivo, sociale e culturale.
Nel 1996 la Schroeder decise di non cercare la rielezione e abbandonò il Congresso dopo ventiquattro anni, venendo succeduta dalla compagna di partito Diana DeGette. Negli ultimi anni della sua vita risiedette in Florida con suo marito.